# Aulichthys japonicus
Aulichthys japonicus ist ein kleiner Fisch aus der Teilordnung der Stichlingsartigen, der an den Küsten Japans und an der Ostküste Koreas vorkommt.

## Merkmale
Er hat einen langgestreckten, sehr schlanken und schuppenlosen Körper, der 13 bis 15 Zentimeter lang werden kann. Rücken- und Afterflosse sind kurz, sitzen hinter der Körpermitte und stehen einander symmetrisch gegenüber. Vor der eigentlichen Rückenflosse befinden sich bis zu 25 winzige Rückenflossenstacheln, die nicht durch Flossenmembranen miteinander verbunden sind. Männchen bleiben etwas kleiner als die Weibchen, besitzen in der Fortpflanzungszeit eine metallisch grüne bzw. blaue Schnauze und verfügen über Zähne, während die Weibchen zahnlos sind. Weibchen sind braun mit kleinen weißen Punkten.

## Lebensweise
Aulichthys japonicus lebt in großen Schulen über seichten Seegraswiesen, zwischen Sargassum-Tangen und über bewachsenen Felsriffen. Während der Fortpflanzungszeit sind die Männchen territorial, besetzen feste Reviere und werden zur Eiablage von kleineren Weibchengruppen aufgesucht. Aulichthys japonicus laicht in Seescheiden.

## Systematik
Aulichthys japonicus wird oft mit Aulorhynchus flavidus der Familie Aulorhynchidae zugeordnet, in den Datenbanken Fishbase und  Catalog of Fishes wird er mit Hypoptychus dybowskii in die Familie Hypoptychidae gestellt.
Beide Familien sind bei Einbeziehung von Aulichthys japonicus wahrscheinlich nicht monophyletisch. Innerhalb der Stichlingsartigen (Gasterosteales) ist Aulichthys japonicus nach Hypoptychus dybowskii die basalste Gattung. Die systematische Stellung verdeutlicht folgendes Kladogramm:
|  | \| \| Stichlinge (Gasterosteidae) \| \| \| \| \| \| Aulorhynchus flavidus \| \| \| \| |
|  |                                                                                       |
|  | Aulichthys japonicus                                                                  |
|  |                                                                                       |
|  | Stichlinge (Gasterosteidae)                                                           |
|  |                                                                                       |
|  | Aulorhynchus flavidus                                                                 |
|  |                                                                                       |

|  | Stichlinge (Gasterosteidae) |
|  |                             |
|  | Aulorhynchus flavidus       |
|  |                             |

|  | \| \| Stichlinge (Gasterosteidae) \| \| \| \| \| \| Aulorhynchus flavidus \| \| \| \| |
|  |                                                                                       |
|  | Aulichthys japonicus                                                                  |
|  |                                                                                       |
|  | Stichlinge (Gasterosteidae)                                                           |
|  |                                                                                       |
|  | Aulorhynchus flavidus                                                                 |
|  |                                                                                       |

|  | Stichlinge (Gasterosteidae) |
|  |                             |
|  | Aulorhynchus flavidus       |
|  |                             |